# Pesca a fondo in acqua dolce

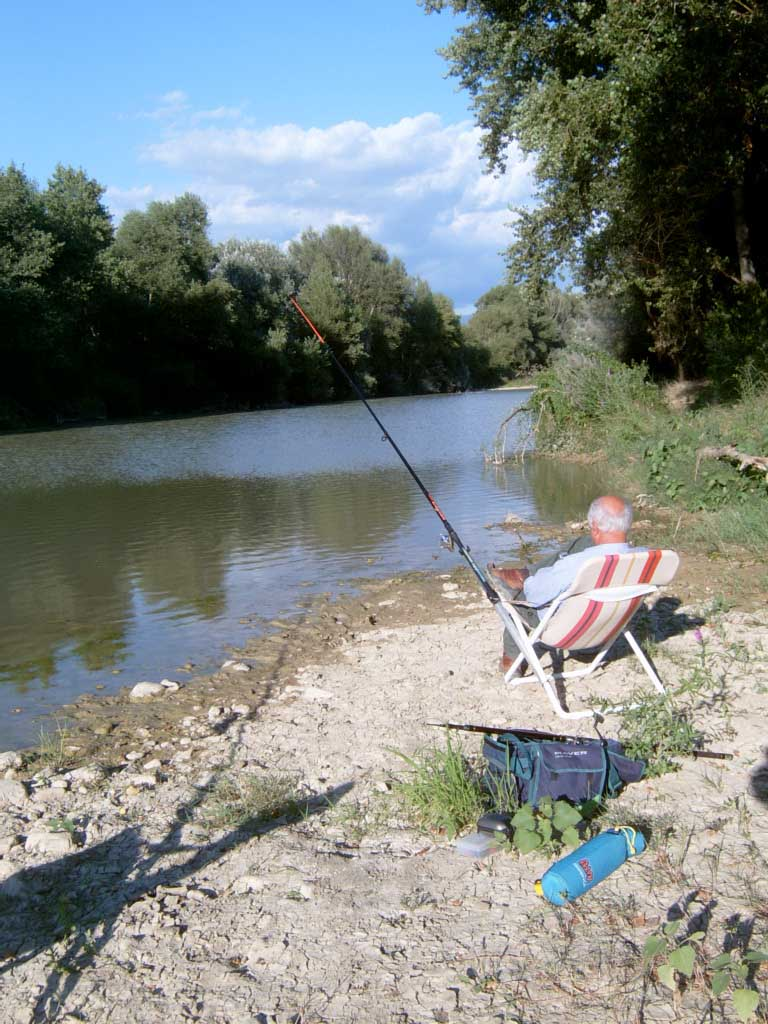
Pescatore di carpe con la tecnica della pesca a fondo

La pesca a fondo in acqua dolce è la tecnica di pesca più semplice che esista e praticata sin dall'antichità. Consiste nella mera azione di mettere una zavorra (un piombo) al finale della lenza, affinché l'amo coperto dall'esca se ne resti adagiato sul fondale in attesa che qualche pesce (come: carpa, tinca, barbo, cavedano, pesce gatto, anguilla, ecc…) grufolando sul fondale alla ricerca di cibo, rimanga allamato. Le dimensioni del piombo, delle lenze e degli ami, variano a seconda del tipo di acqua in cui si decide di pescare e a seconda del tipo di pesce. Se si pesca in acque lente di fiumi o laghi si possono usare anche grammature più leggere (15-20-30g), o piombi più grandi per i correntoni (50-60-80g). Il diametro dei monofili e dei finali, varia a seconda delle dimensioni e della combattività del pesce che s'intende insidiare (di solito per le carpe è consigliabile avere in bobina uno 0,35-0,40 e un finale in dacron da almeno 10 libbre). Ami piccoli (per esempio del 14-16), saranno ideali per pesci come cavedani o barbi, mentre ami di diametro più ampio (ad esempio un 4 o un 6), andranno bene per le carpe. Le esche da fondo possono essere molteplici: mais, lombrico, bigattino, formaggio, amarena, polenta (preparata ad arte dal pescatore), ecc… La canna da pesca (di solito telescopica) deve avere un'ottima azione di punta con un cimino sensibile alle toccate (canna in carbonio o solo il cimino), ma non eccessivamente morbido, perché deve essere comunque in grado di fronteggiare la combattività di pesci anche di discreta taglia. Il mulinello, consigliabile è di medie dimensioni, deve avere una buona portata di lenza in bobina. Una volta lanciata l'esca, la canna viene adagiata su un'apposita forcella piantata a terra e vicina al pescatore in attesa, che deve essere sempre pronto ad intervenire in caso di abboccata. Fino a non molti anni fa molti pescatori si servivano dell'ausilio di un campanellino che agganciavano alla punta della canna e li metteva nell'avviso, suonando non appena il pesce abboccava. Oggi con l'avvento della moderna tecnologia di pesca il vecchio campanellino è stato quasi completamente sostituito da avvisatori elettronici inseriti nella forcella.
A seguito dell'introduzione anche in Italia di tecniche più selettive ed evolute della vecchia pesca a fondo, come il Carpfishing e il Ledgering, la pesca a fondo classica ha iniziato a subire un inesorabile lento declino, con una diminuzione costante di suoi praticanti. In molte riviste di pesca sportiva non se ne parla quasi più ed anche nei siti di pesca internet sembra essere scomparsa. Tuttavia esistono ancora molti strenui sostenitori di questa tecnica di pesca che seppur classica rimane sempre profondamente affascinante.